# Bojan Jorgačević
Bojan Jorgačević (serbisch-kyrillisch Бојан Јоргачевић; * 12. Februar 1982 in Belgrad) ist ein serbischer Fußballtorhüter.

## Karriere

### Verein
Jorgačević startete seien Profifußballkarriere 2002 bei FK Rad. Nachdem er hier die Rückrunde der Spielzeit 2002/03 bei FK Dinamo Pančevo gespielt hatte, kehrte er im Sommer des gleichen Jahres zu Rad zurück und eroberte sich hier schnell den Stammtorhüterposten.
2007 wechselte er nach Belgien zum KAA Gent. Bei diesem Verein erkämpfte er sich schnell den Stammplatz und wurde im Sommer 2010 mit seinem Verein Belgischer Pokalsieger. Zur Saison 2011/12 wechselte er innerhalb der Ersten Division zu FC Brügge.
Zum Sommer 2013 wechselte er in die türkische Süper Lig zum Aufsteiger Kayseri Erciyesspor. Hier spielte er die Hinrunde als Stammkeeper, verlor allerdings diese Stellung am Anfang der Rückrunde an Gökhan Değirmenci. Im August 2014 löste Erciyesspor den Vertrag mit Jorgačević auf.
Seit Januar 2015 ist er bei Lewski Sofia unter Vertrag.

### Nationalmannschaft
Jorgačević wurde 2010 das erste Mal in die Serbische Fußballnationalmannschaft nominiert und gab hier im gleichen Jahr sein Länderspieldebüt.

## Erfolge
Mit KAA Gent
- Belgischer Pokalsieger: 2010